# Dinosaur Polo Club
Dinosaur Polo Club — незалежний розробник ігор з Нової Зеландії, заснований братами Пітером і Робертом Каррі в 2013 році. Розробник гри базується у Веллінгтоні, Нова Зеландія.

## Співробітники
Серед співробітників Пітера та Роберта Каррі є Шантель Коул, Джаір Макбейн, Ніам Фіцджеральд, Блейк Вуд, Поппі де Рід, Тана Ханой та Офіс Панда Саллі (опудало).

## Розроблені ігри
- Mini Metro (вперше опубліковано 6 листопада 2015 р.)[2]
- Mini Motorways (вперше опубліковано 19 вересня 2019 р.)[3]